# 한일운수 (대구)
한일운수(韓一運輸)는 경상북도 경산시 원효로 304에 위치한 대구광역시의 시내버스 운송 업체이다.

## 개요
- 1977년 8월 5일에 시내버스 운송 면허를 취득[1]하여 한일운수 주식회사 이라는 한일여객 사월동 영업소 분리 설립되었고 원래는 수성구 사월동 400[2] 번지에 있는 현재의 사월역 앞의 아파트 자리에 차고지가 있었으며 당시 1988년 8월 우창여객과 한일운수 일부 차량 1년만에 통합 넘기고 받았던 우창여객 주식회사 이라는 분리 신설 받고 같이 이용하였고 일부 노선의 종점으로도 이용되었다.
- 사월동 차고지 자리에 아파트가 건립되면서 현재의 경상북도 경산시 평산동으로 이전했다.
- 차고지가 경상북도 경산시에 있는 특성 때문에 경산시를 기점으로 하는 노선들이 많다.
- 대구미래대학교에서 갑제동 한국조폐공사 경산조폐창 방향으로 가는 갈림길 근처에 차고지가 있고, 차고지 근처에는 신천동 천연가스 충전소가 있다.
- 대구 최초이자 회사 최초로 뉴 슈퍼에어로시티 개선형을 예비로 격하시킨 업체이기도 하다.

## 차고지
- 차고지: 경상북도 경산시 원효로 304 (평산동)
- 면허지: 대구광역시 수성구 달구벌대로 3300 (신매동)

## 주요 차량
- 현대자동차: 뉴 슈퍼에어로시티, 저상 뉴 슈퍼에어로시티

## 노선
| 노선번호 | 운행경로 기점 ↔ 중간경유지 ↔ 종점 | 운행경로 기점 ↔ 중간경유지 ↔ 종점 | 운행경로 기점 ↔ 중간경유지 ↔ 종점 | 운행대수    | 비고                              |
| -------- | --------------------------------- | --------------------------------- | --------------------------------- | ----------- | --------------------------------- |
| 204번    | 북구 사수동 금호지구              | 중구 남산2동 반월당역             | 수성구 범물1동주민센터            | 10 (저상 5) | 우주교통 공배                     |
| 609번    | 달서구 대천동 대천동공영차고지    | 중구 덕산동 반월당역              | 경산시 압량읍 금구리              | 16 (저상 7) | 삼천리버스 공배                   |
| 894번    | 경산시 하양읍 부호리 경일대학교   | 수성구 만촌동 남부정류장          | 범물1동주민센터                   | 14 (저상 5) | 경산버스, 경상버스 공배 구. 840번 |
| 937번    | 수성구 욱수동 덕원중고교          | 북구 산격2동 종합유통단지         | 북구 관음동공영차고지             | 13 (저상 6) | 우주교통 공배                     |
| 달서6번  | 달서구 진천동 남도버스            | 충온탑 앞산공원 미리내맨션        | 남구 봉덕동                       | 6 (저상 1)  | 단독운행                          |
| 예비     |                                   |                                   |                                   | 3           | 단독운행                          |
| 6종      |                                   |                                   |                                   | 64대        |                                   |

## 갤러리

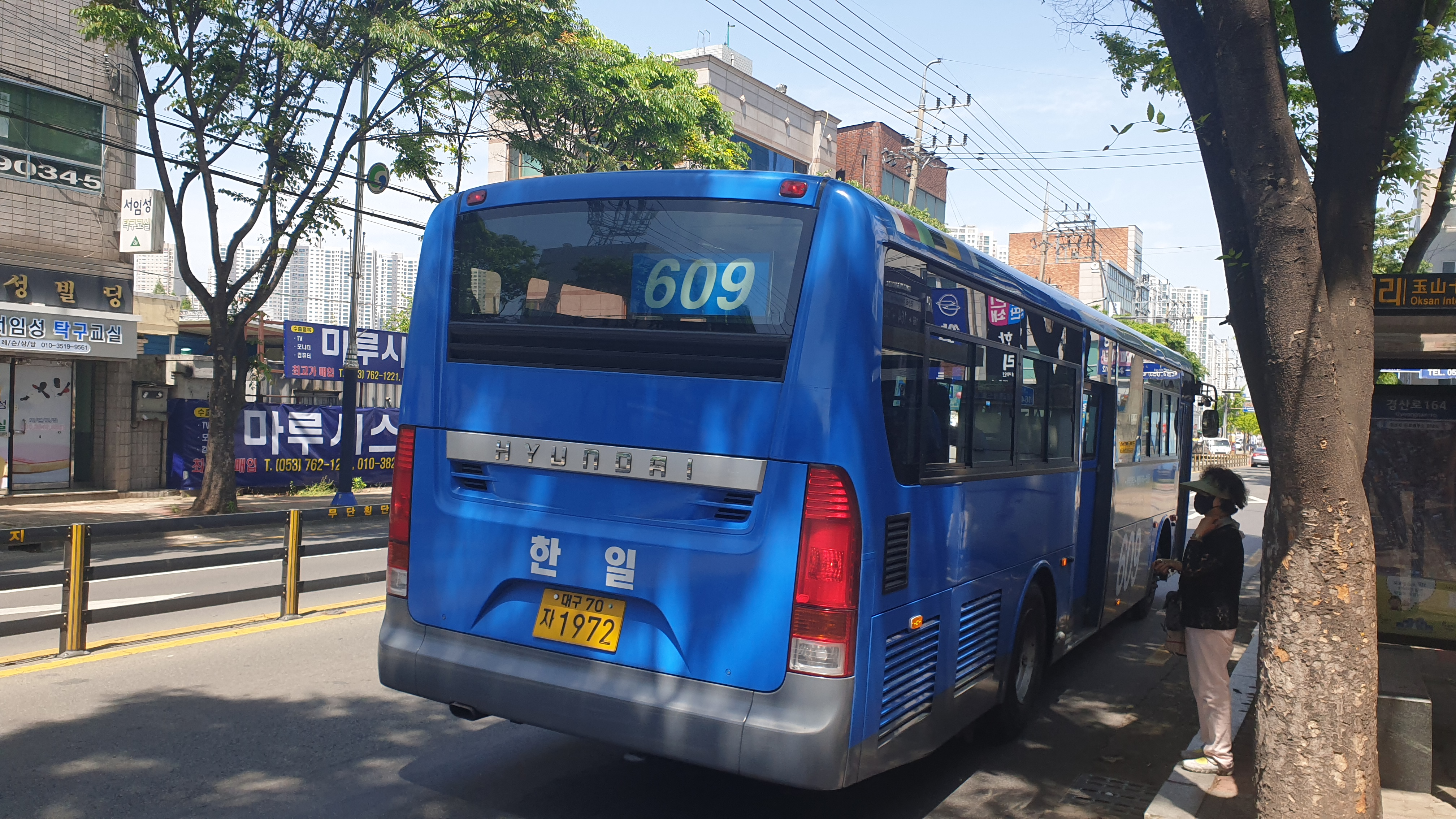
대구시내버스 609번
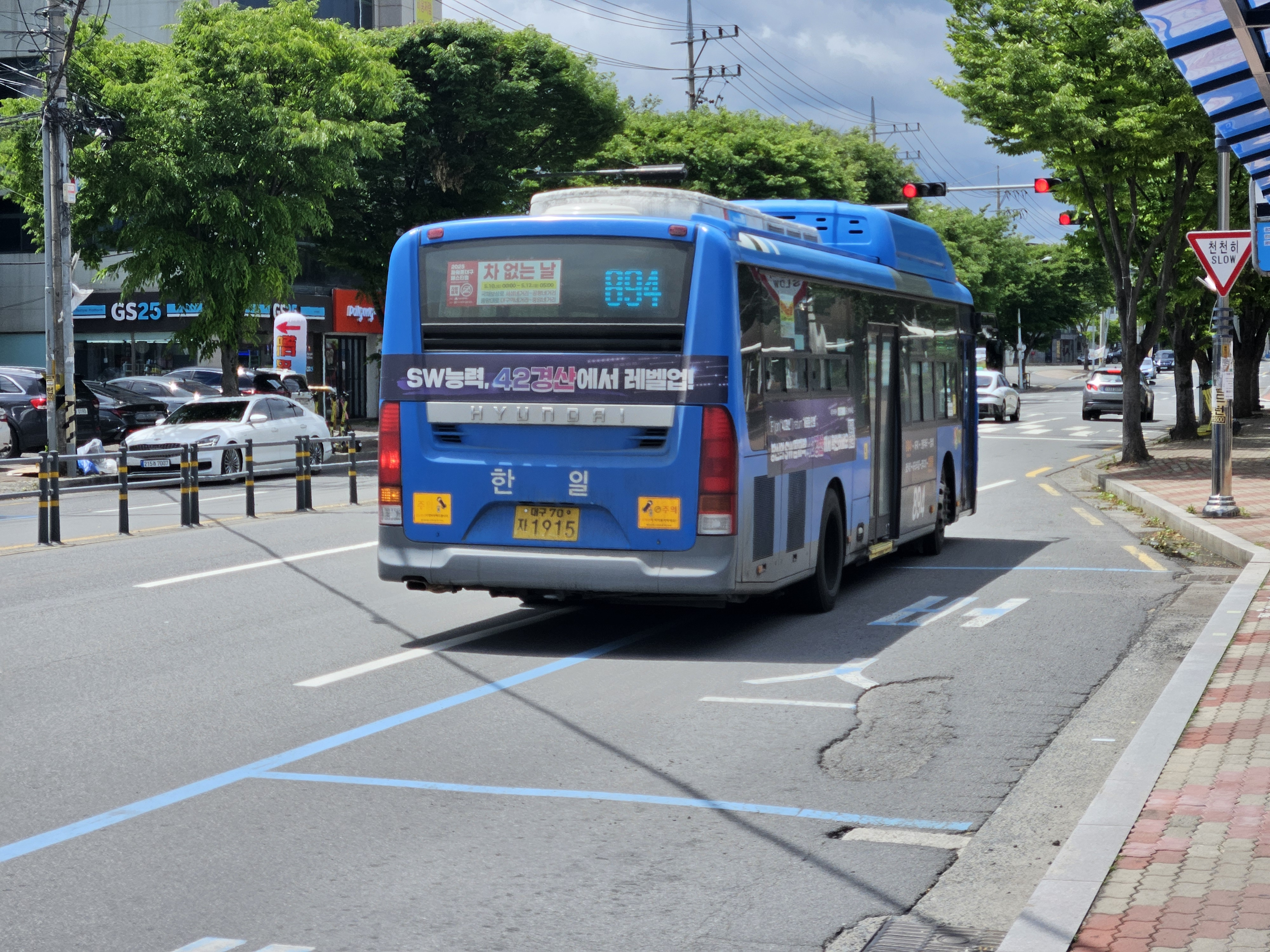
대구시내버스 894번